# میخائیل ماتوسفسکی
میخائیل لوویچ ماتوسفسکی (روسی: Михаил Львович Матусовский؛ ۲۳ ژوئیه ۱۹۱۵–۱۶ ژوئیهٔ ۱۹۹۰) یک شاعر و ترانه‌سرا مشهور اهل اتحاد جماهیر شوروی سوسیالیستی بود.
وی دانش‌آموختهٔ «مؤسسه ادبیات ماکسیم گورگی» بود و برندهٔ جوایز گوناگونی همچنین «جایزه دولتی اتحاد شوروی»، «نشان انقلاب اکتبر»، «نشان مبارز میهن‌پرست»، «نشان سرخ کار و کارگر»، «نشان ستارهٔ سرخ»، «نشان دفاع از مسکو» و «نشان پیروزی بر آلمان در جنگ بزرگ میهنی» شده بود. او از سال ۱۹۳۹ میلادی عضو «اتحادیهٔ نویسندگان اتحاد جماهیر شوروی سوسیالیستی» بود.
یکی از ترانه‌های مشهور او، «شب‌های مسکو» نام دارد که در کتاب رکوردهای جهانی گینس به عنوان پُرتعدادترین ترانه خوانده‌شده در جهان ثبت شد و در سال ۱۹۷۹ میلادی در جریان بازدید میخائیل گورباچف از کاخ سفید، توسط «ون کلایبرن» نواخته شد. این ترانه در ماه مارس ۱۹۶۲ به رتبهٔ ۱۰۰ آهنگ داغ بیلبورد آمریکا و جدول تک‌آهنگ‌های بریتانیا رسید.